# Ron Janzen
Ron Janzen (Beilen, 5 januari 1994) is een voormalig Nederlandse profvoetballer die bij voorkeur als verdediger speelde.

## Clubcarrière
Janzen begon met voetballen bij VV Beilen in zijn geboorteplaats. Op jonge leeftijd verhuisde hij naar Haren, waar hij in de jeugd van VV Gorecht speelde. In 2005 werd hij door FC Groningen gescout. Hij begon er met spelen in de D1, en doorliep daarna alle jeugdelftallen. Omdat hij bij FC Groningen niet in het eerste elftal speelde, werd Janzen in juli 2014 voor een jaar aan SC Cambuur verhuurd. In het seizoen 2014/15 speelde hij bij Cambuur in het tweede elftal, en zat ook enkele wedstrijden op de bank bij de eerste selectie. In juli 2015 vertrok hij transfervrij van FC Groningen naar SC Cambuur. Janzen maakte zijn debuut op 21 november 2015, in de met 5-1 verloren uitwedstrijd tegen Ajax. Hij viel in de 65e minuut in voor Marvin Peersman. Hij vertrok op 26 januari 2016 transfervrij naar RKC Waalwijk, waar hij op 1 februari 2016 zijn debuut maakte in de met 3-1 verloren uitwedstrijd tegen Jong PSV. Zijn amateurcontract werd niet verlengd, en Janzen tekende op 18 mei 2016 een tweejarig contract met een optie voor nog een jaar bij Helmond Sport. Nadat zijn contract bij Helmond in de zomer van 2019 afliep, sloot hij in september bij zijn jeugdclub VV Gorecht aan. Sinds 2020 speelt hij voor Flevo Boys.

## Carrièrestatistieken
| Seizoen        | Club           | Competitie     | Competitie | Competitie | Beker | Beker | Overig | Overig | Totaal | Totaal |
| Seizoen        | Club           | Competitie     | Wed.       | Dlp.       | Wed.  | Dlp.  | Wed.   | Dlp.   | Wed.   | Dlp.   |
| -------------- | -------------- | -------------- | ---------- | ---------- | ----- | ----- | ------ | ------ | ------ | ------ |
| 2014/15        | SC Cambuur     | Eredivisie     | 0          | 0          | 0     | 0     | 0      | 0      | 0      | 0      |
| 2015/16        | SC Cambuur     | Eredivisie     | 1          | 0          | 0     | 0     | 0      | 0      | 1      | 0      |
| 2015/16        | RKC Waalwijk   | Eerste divisie | 14         | 0          | 0     | 0     | 0      | 0      | 14     | 0      |
| 2016/17        | Helmond Sport  | Eerste divisie | 25         | 0          | 0     | 0     | 0      | 0      | 25     | 0      |
| 2017/18        | Helmond Sport  | Eerste divisie | 24         | 3          | 0     | 0     | 0      | 0      | 24     | 3      |
| 2018/19        | Helmond Sport  | Eerste divisie | 23         | 0          | 0     | 0     | 0      | 0      | 23     | 0      |
| Carrièretotaal | Carrièretotaal | Carrièretotaal | 87         | 3          | 0     | 0     | 0      | 0      | 87     | 3      |